# Yeung Ying-hon
Pour les articles homonymes, voir Yeung et Ronald.
Yeung Ying-hon, né le 30 juillet 1988 à Hong Kong, est un coureur cycliste professionnel.

## Palmarès sur route
- 2009
  -  Médaillé d'argent de la course en ligne aux Jeux de l'Asie de l'Est
- 2010
  - 1re étape du Tour de Corée
  - 3e du championnat de Hong Kong sur route
- 2011
  -  Champion de Hong Kong sur route
  - 2e étape du Tour de Java oriental
  - 3e étape du Tour d'Indonésie
  - 2e du Tour de Java oriental
- 2012
  - 1re étape du Tour de Java oriental
- 2013
  - 5e du championnat d'Asie sur route
- 2014
  - 1re étape du Tour international de Sétif
  - 2e du championnat de Hong Kong sur route
  - 2e du Circuit international d'Alger
  - 2e du Taiwan KOM Challenge
  - 3e du Tour d'Algérie
- 2015
  - 4e étape du Tour de Thaïlande
  - 4e étape du Tour du lac Poyang
- 2016
  - 3e étape du Tour de Florès
- 2017
  - 3e du championnat de Hong Kong  du contre-la-montre

## Classements mondiaux
| Année           | 2008 | 2009 | 2010 | 2011 | 2012 | 2013 | 2014 | 2015 | 2016 |
| --------------- | ---- | ---- | ---- | ---- | ---- | ---- | ---- | ---- | ---- |
| UCI Africa Tour |      |      |      |      |      |      | 23e  |      |      |
| UCI Asia Tour   | 207e |      | 49e  | 51e  | 78e  | 62e  | 92e  | 218e | 316e |